# Huawei Ascend P1
Huawei Ascend P1 es una línea de teléfonos inteligentes desarrollados por Huawei destinados a diferentes mercados, que salieron a la venta en el año 2012. Su Sistema Operativo es Android versión 4.0 Ice Cream Sandwich.

## Características
Según el mercado al cual se haya dirigido, Huawei ha previsto distintos modelos tanto para redes GSM, como para LTE. Entre las características comunes de esta línea de dispositivos, están su pantalla basada en la tecnología Super AMOLED con una resolución de 540 x 960 píxeles de 4,3 pulgadas. Según el modelo, Huawei ha previsto el uso de los chipset OMAP 4460 de Texas Instruments y MSM8960 Snapdragon de Qualcomm. También cuenta con una cámara trasera de 8 Megapíxeles con una resolución de 3264 x 2448 píxeles, que puede captar video con resolución de 1080p a 30 imágenes por segundo y otra delantera de 1,3 Megapíxeles. Su capacidad de memoria básica se puede extender con módulos de memoria en formato microSD hasta 32 GB. Como otros teléfonos de la serie Ascend, pueden ser ejecutados programas en lenguaje Java, usando el emulador MIDP.
Respecto a las bandas que son cubiertas para tecnologías de 2G, todos los teléfonos de esta línea operan en las cuatro bandas de frecuencias usadas en todas las redes GSM y puede manejar cinco bandas de frecuencias para redes 3G, incluyendo la banda de 1700 MHz usada por empresas de telefonía móvil estadounidenses, lo que garantiza su uso en cualquier parte del mundo. Los dispositivos de esta línea tienen conectividad mediante las normas Wi-Fi, Bluetooth y microUSB para transferencia de datos y carga de batería. Posee como sensores acelerómetro, sensor de proximidad, brújula y giroscopio. Es compatible con formatos estándar de audio y video, además de que posee un sintonizador de FM incorporado y conexión a televisores de alta definición, mediante interfaz MHL. A diferencia de otras series de teléfonos de la línea Ascend, esta utiliza baterías no removibles de iones de Litio. La capacidad de cada modelo de batería depende, a su vez, del modelo específico de la línea.

## Diferencias entre modelos

### Ascend P1
Sus dimensiones son de 127,4 x 64,8 x 7,7 mm con un peso de 110 gramos. Para la mejora del sonido en la reproducción musical, al igual que los dos modelos siguientes, este modelo emplea la tecnología Dolby Mobile 3.0 Plus. También, como dichos modelos, tiene un microprocesador de doble núcleo Cortex-A9 de 1,5 GHz, su procesador gráfico es el PowerVR SGX540 y está basado en el SoC TI OMAP 4460. Su batería es de iones de litio de 1670 mAh de capacidad.

### Ascend P1 LTE
Posee dimensiones de 132,5 x 65,4 x 9,9 mm y pesa 135 gramos. Además del sistema de mejora de sonido Dolby Mobile 3.0 Plus, incorpora el sistema Dolby Digital Plus. A diferencia de los demás modelos de esta serie, está basado en el SoC MSM8960 Snapdragon de Qualcomm, su microprocesador es de doble núcleo Krait a 1,5 GHz y el procesador gráfico es el Adreno 225. Su batería es de polímero de litio de 2000 mAh de capacidad.
Además de cubrir las bandas estándar para redes 2G y 3G, puede conectarse a redes 4G con tecnología LTE, pero hay cuatro submodelos que operan en determinadas bandas según el modelo específico. Los modelos específicos son detallados en la tabla:
| Modelo   | Bandas de Frecuencia (en MHz) | Bandas de Frecuencia (en MHz) | Bandas de Frecuencia (en MHz) | Bandas de Frecuencia (en MHz) | Bandas de Frecuencia (en MHz) | Bandas de Frecuencia (en MHz) | Bandas de Frecuencia (en MHz) |
| Modelo   | 800                           | 900                           | 1700                          | 1800                          | 2100                          | TDD 2300                      | 2600                          |
| U9202L-1 | Sí                            |                               |                               | Sí                            |                               |                               | Sí                            |
| U9202L-2 |                               | Sí                            |                               |                               |                               |                               | Sí                            |
| U9202L-3 |                               |                               | Sí                            |                               | Sí                            |                               |                               |
| U9202L-4 |                               |                               |                               |                               |                               | Sí                            |                               |

### Ascend P1S
Posee dimensiones de 127,4 x 64,8 x 6,7 mm y pesa 130 gramos. Incorpora el sistema de mejora de sonido Dolby Mobile 3.0 Plus. Su microprocesador es de doble núcleo Cortex-A9 a 1,5 GHz, el procesador gráfico es el PowerVR SGX540, además de incorporar el SoC TI OMAP 4460. Su batería es de polímero de litio de 1800 mAh de capacidad.

### Ascend P1 XL U9200E
Posee dimensiones de 129 x 64,8 x 7,69 mm y pesa 110 gramos. Incorpora el sistema de mejora de sonido Dolby Mobile 3.0 Plus. Su microprocesador es de doble núcleo Cortex-A9 a 1,5 GHz, el procesador gráfico es el PowerVR SGX540, además de incorporar el SoC TI OMAP 4460. Su batería es de polímero de litio de 2600 mAh de capacidad lo cual lo convierte en el dispositivo que más consume energía dentro de la línea Ascend P1.